# Cueva del Ángel
La cueva del Ángel se refiere a un conjunto de estructuras de caverna ubicado en la sierra de Aras, a una altitud de 620 m s. n. m., perteneciente al municipio de Lucena, en la provincia de Córdoba, España. Aquí se encuentra un yacimiento achelense que se extiende desde el Pleistoceno medio hasta el Pleistoceno superior. Las evidencias geológicas, paleontológicas y arqueológicas señalan a que este emplazamiento fue habitado de forma intensa y continuada durante largos periodos de tiempo. El estudio de los numerosos restos óseos y líticos encontrados con claras evidencias de exposición al fuego junto con el hallazgo de una estructura de combustión extensa y profunda, respaldan la hipótesis de que durante esta intensa ocupación existía un procesamiento y consumo de grandes mamíferos.

## Historia y primeras intervenciones
En el año 1995, y como consecuencia de los expolios sufridos en la zona, se autoriza oficialmente la primera intervención arqueológica con carácter de urgencia otorgándose su dirección a Cecilio Barroso Ruiz. Los objetivos de dicha intervención son los de delimitar la extensión en superficie del yacimiento, evaluar si presenta interés arqueológico y, en su caso, realizar un estudio científico así como elaborar un plan de conservación. Los resultados de esta intervención revelaron la presencia de espeleotemas indicando un ambiente de caverna. Adicionalmente, se halló una trinchera consecuencia de la actividad minera en la zona que buscaba “mármol de aguas”, también conocido como “falsa ágata” que no es sino travertino. Un texto escrito por Ramírez de Luque en 1792 bajo el título de “Lucena Desagraviada” atestigua esta presencia minera en la Sierra de Aras:
“[…] no sólo se ha hecho célebre en el mundo esta Sierra de Aras por dicho Santuario, sino también por la Cantera del esquisto mármol de aguas, que se le ha descubierto: y ahora poco ha la gran porción, que se ha encontrado, de huesos, canillas, muelas, quijadas, etc. algunas de estraña magnitud todo petrificado, y conservada con gran perfección su figura, y hasta sus más menudos filamentos. Algunos curiosos guardan varios pedazos en sus museos.”
 Ramírez de Luque, F. (1792): “Lucena Desagraviada”
Durante 1996 se continuaron las labores de limpieza del yacimiento encontrándose un pozo de unos 2 metros de diámetro relleno de bloques calizos. Sin embargo, y a pesar de estos hallazgos, no es hasta el año 2004 que se concede un proyecto general de investigación en el que intervienen diferentes centros de investigación tanto españoles como franceses.
En el año 2012 Cecilio Barroso creó la Fundación Instituto de Investigación y Evolución Humana (FIPEH), entidad sin ánimo de lucro, con el objetivo de promover la investigación y la divulgación de la Prehistoria del sur de la península ibérica.

## Geología
La cavidad corresponde a calizas dolomíticas formando un complejo kárstico de origen Mesozóico, concretamente del Lías inferior y medio, que da lugar a tres áreas bien diferenciadas.
La primera de ellas es una plataforma de relleno al aire libre y que ha sido la única zona excavada hasta 2011. Aquí se encuentran bloques de brecha, calizas y espeleotemas. Puesto que esta zona del yacimiento se sitúa a cielo abierto, la presencia de espeleotemas indica que originalmente existía un abrigo rocoso que colapsó en algún momento indeterminado del pasado (presumiblemente durante el Pleistoceno Superior) dando lugar a la estructura a cielo abierto que se observa hoy en día. 
La segunda, es una cavidad situada a pocos metros de la anterior en dirección NE en la que se encuentran bloques de derrumbe. Esta estructura parece ser el último vestigio de la cueva original.
La tercera estructura es una sima vertical con una profundidad de unos 100 m situada bajo la cavidad anterior y con la que además se comunica mediante dos estrechas oquedades. En esta sima se encuentra un cono de derrubio de unos 70 m de altura compuesto por bloques, clastos, arcillas, huesos y restos de industria lítica. En el año 2009 se excavó un túnel que da acceso a esta sima y que tiene por objetivo facilitar el paso a los investigadores, así como permitir el acercamiento del público.
Es relevante la presencia en la plataforma a cielo abierto de una estructura de combustión bastante extensa en superficie y de 1,5 m de potencia máxima que no muestra características de fuegos individuales. Esto sugiere una ocupación prolongada e intensa del sitio por parte de grupos humanos.

## Fauna

### Herpetofauna
Los restos de anfibios encontrados pertenecen a los géneros Discoglossus, Alytidae y Bufo donde tan solo ha sido posible determinar las especies de este último, siendo éstas B. bufo y B. calamites.
En cuanto a los reptiles, están representados los géneros Chalcides, Timon (T. lepidus), Podarcis, Blanus (B. cinereus), Coronella, Malpolon (M. monspessulanus), Hemorrhois (H. hippocrepis) y Testudo (T. hermanni).
La presencia de algunos de estos taxones es importante, pues son bioindicadores climáticos, lo que permite hacer un primer acercamiento de la situación paleoclimática del yacimiento. Concretamente, T. hermanni, T. lepidus, B. cinereus, M. monspessulanus y H. hippocrepis son especies características de un ambiente mediterráneo.

### Mamíferos
Se han encontrado multitud de restos óseos en su mayoría muy fragmentados y con claras evidencias de exposición al fuego (Un 88% del total).
La mayor parte de ellos pertenecen a équidos (Equus ferus) seguido de bóvidos. También se han encontrado restos óseos de Cervus elaphus y Dama dama, y en menor medida Sus scrofa, Stephanorhinus hemitoechus, Palaeloxodon antiquus, Ursus arctos, Lynx pardinus, Oryctolagus cuniculus y Capra pyrenaica.
Los restos de équidos corresponden mayoritariamente a huesos del cráneo y diáfisis de huesos largos de los cuartos traseros y delanteros, todos de individuos adultos, con marcas de corte que muestran procesos de descarnamiento y desarticulación. Al igual que los restos óseos de équidos, los restos de bóvidos son principalmente piezas dentales y huesos largos pertenecientes a adultos también con marcas de descarnamiento y desarticulación. Debido a su fragmentación es difícil determinar si estos restos de bóvidos corresponden a bisonte (Bison priscus) o a uro (Bos primigenius). Aunque en menor proporción, también se han hallado numerosos restos óseos de jabalí (S. scrofa). Es notable la sistemática fractura de los huesos con el objetivo de acceder a la médula ósea.
Respecto al resto de especies, se ha encontrado muy poco material, aunque cabría destacar la defensa y metápodo de elefante (Palaeloxodon antiquus), piezas dentales y metápodo de rinoceronte (Stephanorhinus hemitoechus) y un molar de cabra (Capra pirenaica).
Es relevante la escasez de restos de carnívoros (Ursus arctos, Lynx pardinus y Canis lupus) cuya mayor presencia en otros yacimientos, como por ejemplo en el Boquete de Zafarraya, se alterna con la presencia de restos de homínidos. Esta alternancia se asocia con la ocupación estacional del hábitat por parte de los homínidos, ya que, en los periodos de ausencia de éstos, los carnívoros ocupan dicho hábitat en su lugar. Puesto que esta situación no se da en el yacimiento de la Cueva del Ángel, esto apunta a una ocupación prolongada por parte de los homínidos. La presencia de oso (Ursus arctos) y lince (Lynx pardinus) se explicaría como restos de consumo humano, al igual que sucede con el conejo (Oryctolagus cuniculus).
En términos generales, los restos faunísticos se pueden dividir en dos grupos. El primero, más numeroso, de grandes herbívoros de medio abierto (caballo, rinoceronte, elefante, uro y bisonte) y un segundo grupo, menos abundante, de ambiente forestal (ciervo, gamo y jabalí).

## Industria lítica
La industria lítica encontrada corresponde a un Achelense con ausencia de Levallois. A pesar de que cronológicamente coincide con el periodo Musteriense de otros yacimientos de España y de Europa, el yacimiento es en su conjunto Achelense sin que exista un cambio significativo en la tipología de la industria lítica a lo largo de toda la secuencia estratigráfica.
El material utilizado es en su inmensa mayoría sílex (> 99%), con la escasa presencia de piezas de cuarcita y calcita. De las más de 5000 piezas analizadas, más de la mitad son lascas y laminillas y más de 800 piezas presentan retoque, de las que más del 70% son raederas. También se han encontrado 50 bifaces, además de buriles, raspadores y núcleos con la ocasional presencia de puntas y perforadores. El dérbis supone cerca de un cuarto de las piezas analizadas. Es importante destacar que aproximadamente un tercio de las piezas estudiadas presentan evidencias de haber sido expuestas a una intensa fuente de calor.
Debido a que el conjunto de la industria lítica corresponde al Achelense Final, lo que emplaza el yacimiento en el Pleistoceno medio, pero la cronología del yacimiento alcanza el Musteriense, propio del Pleistoceno superior, los investigadores se plantean tres posibles hipótesis que expliquen esta situación:
La primera de ellas postula que la Cueva del Ángel muestra una situación de transición desde el Achelense Final hacia una industria plenamente Musteriense.
La segunda apunta a un proceso de aculturación del modo de talla Musteriense por parte de los grupos humanos Achelenses.
La tercera considera una situación de convergencia entre culturas Achelenses muy desarrolladas de la Cueva del Ángel y la existencia de grupos Musterienses en otras regiones de la península ibérica y Europa.
En la Europa occidental existen yacimientos ubicados en el Pleistoceno medio y Pleistoceno superior que al igual que la Cueva del Ángel presentan particularidades en cuanto al tipo de industria que exhiben, tales como la Cueva de Bolomor, donde no hay bifaces ni Levallois o el yacimiento de Ambrona, presentando Levallois con ausencia de bifaces. Estos ejemplos, entre los que se encaja la Cueva del Ángel, refuerzan la idea de que Pleistoceno medio y el Pleistoceno superior presentan un límite difuso.

## Dataciones
Para determinar la edad del yacimiento se realizan unas primeras dataciones U/Th sobre muestras obtenidas en la campaña de 1995 de origen geológico y arqueológico de los niveles tanto superior como inferior de la secuencia estratigráfica. Los resultados arrojan una edad comprendida entre los 121 +11/-10 ka y >369 ka BP para los niveles superior e inferior respectivamente de las muestras arqueológicas y en torno a 400 ka BP para las dataciones más antiguas de las muestras geológicas. Estas dataciones sitúan el yacimiento de la Cueva del Ángel en un contexto del Pleistoceno Medio y Superior.
Los trabajos de limpieza llevados a cabo en la cavidad durante la campaña de 2016 llevaron a descubrir un perfil estratigráfico con presencia de industria y material óseo que apunta a una antigüedad de en torno a los 500.000 años.

## Restos humanos
En el año 2012 se encontró el primer resto de homínido en la sima. Éste corresponde a una diáfisis de fémur y a pesar de que no hay una datación absoluta, la industria Achelense asociada y el grado de fosilización permite asignarlo a un pre-neandertal.
En la campaña del año siguiente se llevó a cabo una excavación en el cono de derrubio de la sima en una superficie de 6 m² en la que se alcanzó 1 m de profundidad. El resultado de este trabajo permitió desenterrar más de 800 restos óseos humanos correspondientes a más de 50 individuos entre los que se encuentran tanto infantiles, como adolescentes y adultos. Estos restos se encuadran en el Neolítico y en el Calcolítico exhibiendo claras diferencias. Los restos neolíticos aparecen con evidencias de exposición al fuego y con marcas de corte, ambas ausentes en los restos pertenecientes al Calcolítico. Debido a la distribución de los restos de los dos periodos, así como del tipo de fractura, se deduce que los cuerpos no fueron depositados en la sima, sino que fueron arrojados. Esto señala a que posiblemente los restos fuesen arrojados a través de las oquedades que comunican la cavidad superior con la sima.

## DNA
Muestra COV20126 de Covacha del Ángel, Lucena (3637 ± 60 Cal yBP)  llevar un inequívoco mitógeno L2a1 subsahariano de origen más probablemente occidental o centro-occidental de África, a nuestro conocimiento nunca antes informado en restos prehistóricos fuera de África.